# Simulium onoi
Simulium onoi är en tvåvingeart som beskrevs av Yankovsky 1996. Simulium onoi ingår i släktet Simulium och familjen knott. Inga underarter finns listade i Catalogue of Life.